# Machito
Machito var artistnamnet för Francisco Raúl Gutiérrez Grillo, även kallad Frank Grillo, sångare född 16 februari 1912 i Havanna, Kuba, död 15 april 1984 i London, England efter en stroke.
Machito och hans orkester The Afro-Cubans spelade en viktig roll i utvecklingen av afro-kubansk jazz och latinsk jazz över huvud taget.